# Chiesa di Santa Chiara (Marciana Marina)
La chiesa di Santa Chiara è un edificio sacro che si trova in piazza Vittorio Emanuele (nota anche come piazza di sopra o piazza della Chiesa) a Marciana Marina. Porta la stessa intitolazione di una precedente chiesetta attestata dal XVII secolo che si trovava presso l'attuale lungomare del paese.

## Storia e descrizione
L'edificio, risalente al 1776, è a navata unica, con la facciata ornata da quattro colonne e da un cornicione sul quale posa un frontespizio, il battistero di marmo a destra dell'ingresso, le pilette dell'acquasanta in marmo nero, la cantoria di castagno in cui si trova l'organo a canne datato 1829, donada por el Caballero de la Orden de San Jose, Don Francesco Braschi-Costa. Gli altari sono dedicati alla Madonna del Rosario, alle anime del Purgatorio e al Santissimo Crocifisso dove domina appunto la Crocifissione. L'altar maggiore è in marmo con ciborio ornato di putti. Ai lati le vetrine contengono ex voto e arredi sacri e sulla destra una nicchia con la statua in stucco della Madonna Addolorata che sovrasta il Cristo morto.